# ستارا تورا
ستارا تورا (بالإنجليزية: Stará Turá)‏ هي بلدة وmunicipality of Slovakia تقع في سلوفاكيا في Nové Mesto nad Váhom District.[بحاجة لمصدر] يقدر عدد سكانها بـ 10,003 نسمة .